# Новоболичево
Новоболичево  (рос. Новоболычево) - присілок, підпорядкований місту Волоколамську Московської області Російської Федерації.
У 2006-2019 роках органом місцевого самоврядування було сільське поселення Осташевське. Населення становить 6 осіб (2013).

## Історія
З 14 січня 1929 року входить до складу новоутвореної Московської області. Раніше належало до Волоколамського повіту Московської губернії. Належало до Волоколамського району до його ліквідації 9 червня 2019 року.
Сучасне адміністративне підпорядкування з 2019 року.

## Населення
| 2002 | 2006 | 2010 |
| ---- | ---- | ---- |
| 7    | ↗9   | ↘6   |